# Leuronectes gaudichaudii
Leuronectes gaudichaudii är en skalbaggsart som först beskrevs av François Louis Nompar de Caumont de Laporte 1835.  Leuronectes gaudichaudii ingår i släktet Leuronectes och familjen dykare. Inga underarter finns listade i Catalogue of Life.